# Conops curtulus
Conops curtulus är en tvåvingeart som beskrevs av Daniel William Coquillett 1898. Conops curtulus ingår i släktet Conops och familjen stekelflugor. Inga underarter finns listade i Catalogue of Life.